# Château de Kerrousseau
Le château de Kerrousseau est un édifice situé à Quéven, en France.

## Situation
Le château est situé sur le territoire de la commune de Quéven, au lieu-dit Kerrousseau, dans le département du Morbihan, en région Bretagne.

## Description
Le château date des XVIIIe et XIXe siècles,  édifice à étage carré et une élévation à neuf travées. La façade est rythmée par les groupes de travées obtenus par la succession des avant-corps : avant-corps central à trois travées, avant-corps latéraux à travée unique. La fontaine est couverte en moellons, voûtée en berceau en arc en plein cintre. Elle possède deux bassins de lavage en pierre de taille. Un puits circulaire en pierre de taille est intégré dans le mur d'enclos. Construit en pierre de taille de granite. Toiture  à longs pans recouverte d'ardoises, croupe, noue.

## Histoire
Kerrousseau est le plus ancien fief de la paroisse et relevait du prince de Rohan-Guémené. La seigneurie de Kerrousseau est attestée dans les réformations de la noblesse de 1536. Le château est construit à la fin du XVIIIe siècle sur l'emplacement d'un ancien manoir pour la famille Marnière de Guer. Il était directement inspiré par l'hôtel des ventes de la Compagnie des Indes à Lorient, dessiné par l'architecte Jacques V Gabriel en 1732. Il est détruit pendant la Seconde Guerre mondiale ne laissant que quelques vestiges : puits, mur d'enclos, fontaine-lavoir et bâtiments de ferme. La chapelle privée dédiée à saint Maudé a également disparu. Le puits date probablement du XVIIIe siècle et la fontaine du XIXe siècle.
Le château est inscrit à l'inventaire général du patrimoine culturel.